# Michael Phillips (Filmproduzent)

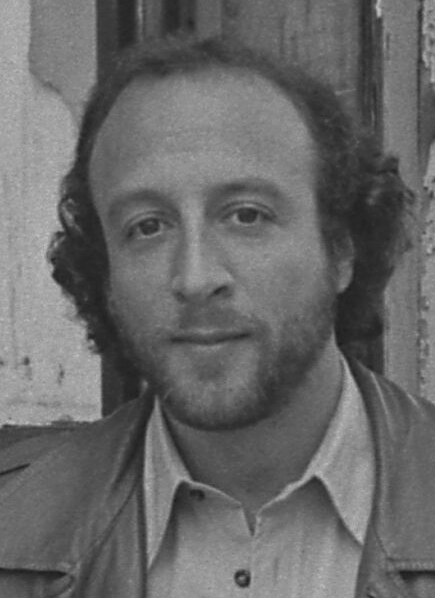
Michael Phillips (1978)

Michael Phillips (* 29. Juni 1943 in Brooklyn, New York City) ist ein US-amerikanischer Filmproduzent.

## Filmkarriere
Michael Phillips besuchte die New York University Law School und arbeitete zunächst als Broker an der Wall Street. Er und seine Frau Julia Phillips wurden von Tony Bill angeworben, als Filmproduzenten zu arbeiten. Nach seinem Debüt als Filmproduzent 1973 mit Ganoven auf Abwegen  produzierte er im gleichen Jahr zusammen mit Tony Bill und seiner Frau  die Gaunerkomödie Der Clou. Für diesen Film gewann er den Oscar für den besten Film. Damit waren er und seine Frau das erste (und bisher einzige) Ehepaar, das den Oscar für den besten Film zusammen gewann. Gemeinsam produzierten sie außerdem Taxi Driver (1976) und Unheimliche Begegnung der dritten Art (1977). Bei den beiden letzteren war das Paar, dessen Ehe von 1966 bis 1974 bestand, bereits geschieden.
Unheimliche Begegnungen der Dritten Art sollte der letzte Hit von Phillips sein. Er gründete die Produktionsfirma Mercury Entertainment 1984. Seine damaligen Werke Herzquietschen (1981) und Flamingo Kid (1987) spielten ihre Ausgaben wieder ein. Aber nach dem finanziellen Desaster mit dem groß angelegten Fast Food Family (1991) musste Mercury Entertainment Konkurs anmelden. Warner Bros. veröffentlichte aus der Konkursmasse den Film Mom und Dad retten die Welt (1992).
Mit Der Clou schafften er und seine Frau es auch 25 Jahre später in die Hall of Fame der Producers Guild of America und bekamen so beide einen Golden Laurel Award.

## Filmografie
- 1973: Ganoven auf Abwegen (Steelyard Blues)
- 1973: Der Clou (The Sting)
- 1976: Taxi Driver
- 1976: Die haarsträubende Reise in einem verrückten Bus (The Big Bus)
- 1977: Unheimliche Begegnung der dritten Art (Close Encounters of the Third Kind)
- 1981: Herzquietschen (Heartbeeps)
- 1982: Straße der Ölsardinen (Canary Row)
- 1984: Flamingo Kid (The Flamingo Kid)
- 1991: Fast Food Family (Don’t Tell Mom the Babysitter’s Dead)
- 1991: Ein Deal auf Leben und Tod (Eyes of an Angel)
- 1992: Mom und Dad retten die Welt (Mom and Dad Save the World)
- 1994: Future Lover (Fernsehfilm)
- 1997: Mimic – Angriff der Killerinsekten (Mimic)
- 2001: Impostor
- 2007: Mimzy – Meine Freundin aus der Zukunft (The Last Mimzy)